# ピアノソナタ第6番 (ベートーヴェン)
ピアノソナタ第6番（ピアノソナタだいろくばん）ヘ長調 作品10-2は、ルートヴィヒ・ヴァン・ベートーヴェンが作曲したピアノソナタ。

## 概要
3曲からなる作品10のピアノソナタのうち第2曲にあたる。確実な作曲年代の同定には至っていないものの、グスタフ・ノッテボームはスケッチの研究から1796年から1798年の夏季に至る期間に全曲が書き上げられたと推定している。出版は1798年9月にウィーンのエーダーから行われ、ブロウネ伯爵夫人アンナ・マルガレーテへと献呈されている。ブロウネ伯爵夫妻は早くからベートーヴェンの庇護者であり、伯爵には作品9の弦楽三重奏曲やピアノソナタ第11番、夫人にも作品10以外にいくつかの楽曲が献呈されている。
ひとまとめとして出版された作品10の3曲であるが、内容的にはそれぞれが際立った特徴を有している。本作は軽快な調子で書かれており、形式的には4楽章のソナタから緩徐楽章を除いた3つの楽章によって構成される。緩徐楽章の省略はベートーヴェンの作品では珍しいことではなく、これ以降も研究されて後年の傑作の誕生へと繋がっていく。本作が内に秘める豊かなユーモアの由来には作曲者が教えを仰いだフランツ・ヨーゼフ・ハイドンの存在が指摘されるが、師の影響に加えて十全に発揮されたベートーヴェン自身の個性もこのピアノソナタに顕れている。

## 楽曲構成

### 第1楽章
Allegro 2/4拍子 ヘ長調
ソナタ形式。2つの和音とこれに応答するターン的音型の第1主題により明るく開始される。主題の後半は起伏のある息の長い旋律である（譜例1）。
譜例1
譜例1による経過が置かれるが、十分に和声的準備を終えないままハ長調の第2主題が提示される（譜例2）。
譜例2
ト長調となって3連符の伴奏の上に先行する声部を模倣しながら進むエピソードが挿入され、続いて譜例3のハ長調の主題が現れて変奏される。
譜例3
譜例1のターン風の音型が現れるとまもなくコデッタに至り、譜例3から派生したリズムによりハ長調の主音-属音-主音の3音が鳴らされて提示部が結ばれる。提示部の反復が終わると比較的規模の大きな展開部が幕を開け、提示部結尾の3音が繰り返される中で声部を交代しつつ3連符の音型が対位法的に絡みつく。中央に新規楽想を配するものの再び3音の対位法的展開へと戻り、やがて3連音が途切れて静まっていくとフェルマータを付した休符が置かれる。中断を挟んで開始される再現部は非常にユーモラスかつ珍しい形式となっており、まず譜例1が主調ではなくニ長調で再現される。しかし第1主題の冒頭部を用いた推移を経てヘ長調へと帰り着き、改めて第1主題の後半楽節を奏するのである。第2主題はこれに直結されてヘ長調で再現され、譜例3を含むエピソードが後に続く。最後はコーダを設けずに終了しており、展開部と再現部にリピートの指示がある。

### 第2楽章
Allegretto 3/4拍子 ヘ短調
明示されていないが実質的にスケルツォに相当する。当初の構想はメヌエットとトリオであったとされる。パウル・ベッカーらはこの楽章が後年の傑作を予感させる内容を有すると評している。ユニゾンが譜例4を奏して始められる。
譜例4
スフォルツァンドが特徴的な5度音程のカノンによるエピソードを挟んで譜例4が回帰するが、ここでも左手がカノンの要領で加わってくる。中間部は変ニ長調を取って穏やかに始まるが（譜例5）、ベートーヴェンに特徴的なスフォルツァンドが多用されて決して平坦ではない。
譜例5
左手に出される音型が動きを与え、少々展開されると譜例5の変形が回帰して最弱音に収まっていく。その後譜例4へと戻ってくるが、ここではシンコペーションを用いたり旋律を変更するなどして第1部との変化を出している。最後はフォルテで和音が打ち鳴らされて力強い幕引きとなる。

### 第3楽章
Presto 2/4拍子 ヘ長調
単一の材料から成るソナタ形式。ハイドン流の遊び心とバッハ流の対位法を併せ持った楽章とされるが、その音楽にはベートーヴェンの個性が色濃く滲み出ている。まずは主題に声部が順次応答してフーガを思わせるような形で開始する（譜例6）。
譜例6
第2主題に当たる素材はハ長調で出される譜例7であるが、これは譜例6から導かれているために新しい主題というわけではない。さらにコデッタの機能も持ち合わせており、譜例7の提示を以て提示部が終了する。
譜例7
提示部の反復を終えて変イ長調のユニゾンから始まる展開部では、まず第1主題が扱われて対位法的に発展する。次いで譜例7がニ長調で奏されるうちに次第に音量を増してフォルテッシモに到達する。ここからが再現部であり、はじめ低音から出される譜例6と高音からの16分音符の急速な動きが目まぐるしく声部を交代し続ける。続く経過部分が息の長いクレッシェンドを形成するが、急激に静まるとヘ長調で譜例7の再現となる。最後は簡潔ながらも華やかなコーダを置いて全曲を結んでいる。なお、展開部以下を繰り返すように指示されている。ドナルド・フランシス・トーヴィーは、この楽章を演奏するに当たっては決して急き込まないようにと注意を促している。